# Атланта (Канзас)
Атланта (енгл. Atlanta) град је у америчкој савезној држави Канзас.

## Демографија
По попису из 2010. године број становника је 195, што је 60 (-23,5%) становника мање него 2000. године.
| Група             | 2000.       | 2010.       |
| Белци             | 229 (89,8%) | 156 (80,0%) |
| Афроамериканци    | 0 (0,0%)    | 0 (0,0%)    |
| Азијати           | 0 (0,0%)    | 0 (0,0%)    |
| Хиспаноамериканци | 1 (0,4%)    | 26 (13,3%)  |
| Укупно            | 255         | 195         |